# Guerillakrig
 Der er for få eller ingen kildehenvisninger i denne artikel, hvilket er et problem. Du kan hjælpe ved at angive troværdige kilder til de påstande, som fremføres i artiklen.

Guerillakrig (guerilla udtales [ge'rija] og er spansk for "lille krig") er en organiseret, væbnet kamp, der har til formål at påvirke eller styrte en stats regering som regel med ikke-folkeretlige midler. Staterne, som bekæmpes af modstands- eller oprørsbevægelser, vil generelt have interesse i at betegne dem som guerillabevægelser. Aktioner, som den ene side anser som modstandskamp eller frihedskamp, anser den anden side som væbnet oprør og guerilla. Nogle guerillabevægelser er separatistiske og kæmper for løsrivelse af landområder som Baskerbevægelsen ETA og De Tamilske Tigre. Det kan være svært at skelne mellem guerillaaktiviteter og terrorisme. Det gælder ofte den form for myndighedernes bekæmpelse af folkelige modstandsaktiviteter som den nuværende eks-kong Gyanendras aktioner mod maoisterne og den folkelige opstand i Nepal, der var stærkt medvirkende til hans afsættelse og monarkiets afskaffelse.
Selv om det egentlig er en pleonasme, har udtrykket guerillakrig efterhånden vundet hævd.
Guerilla-begrebet stammer fra den spanske modstandskamp mod Napoleons bror Joseph Bonaparte, der var indsat som konge af Spanien.
Guerillakrig blev brugt om vietnamkrigene.
Guerillakrig er et eksempel på asymmetrisk krigsførelse.

## Kendetegn
Mao Zedong var i en lang årrække i første halvdel af 1900-tallet leder af en guerilla-bevægelse, hvis langstrakte kampe, skiftevis mod politiske modstandere i Kina og mod japanske invasionsstyrker, i 1949 førte til oprettelsen af Folkerepublikken Kina. I en lærebog om krigsførelse fra 1938 opdeler Mao guerillakrigsførelse i tre faser:
- i første fase skulle en oprørshær helt undgå angreb på modstanderen, for her ville man uundgåeligt tabe, men i bevæge sig ud i landet, og måske provokere modstanderen til angreb på lokalbefolkningen, hos hvem man opholdt sig, hvorved man kunne vinde støtte hos denne lokalbefolkning,
- i anden fase skulle oprørshæren udføre nålestiksangreb på velvalgte kommunikationslinjer og andre vigtige mål hos modstanderen,
- i tredje fase kunne oprørshæren opbygge egentlige landstyrker, som kunne gå i åben kamp med modstanderen, og gradvist erobre dennes territorium, afsluttende med hovedstaden.

## Kendte guerillabevægelser
- ETA – militant, baskisk selvstændighedsbevægelse,
- FARC – (Colombias revolutionære væbnede styrker – Folkets hær)
- LTTE – De Tamilske Tigre i Sri Lanka
- 26. juli-bevægelsen – revolutionær organisation ledet af Fidel Castro, der i 1959 styrtede Fulgencio Batista regimet på Cuba
- Communist Party of Nepal (Maoist) – Nepals maoistbevægelse, der afskaffede monarkiet og nu er landets største politiske parti.
- Kurdistans Arbejderparti -PKK, Partiya Karkerên Kurdistanê. Kurdisk frihedskæmpere og selvstændighedsbevægelse.